# Варламов (Серафимовицький район)
Варламов (рос. Варламов) — хутір у Серафимовицькому районі Волгоградської області Російської Федерації.
Населення становить 297 осіб. Входить до складу муніципального утворення Пронинське сільське поселення.

## Історія
Хутір розташований у межах українського історичного та культурного регіону Жовтий Клин.
Згідно із законом від 24 грудня 2004 року № 979-ОД органом місцевого самоврядування є Пронинське сільське поселення.

## Населення
| 2010 |
| ---- |
| 297  |